# 제5차 십자군
제5차 십자군(1217년∼1221년)은 헝가리 왕 엔드레 2세, 오스트리아 제후 레오폴트가 참가한 기독교의 십자군이었다. 아크레 상륙 후에 그들은 곧 아이유브군과 직면하게 되어, 팔레스티나 탈환을 단념했다. 1218년부터 1219년에 걸쳐서 예루살렘 왕 휘하의 프랑크 시리아 군은 아유브 왕조의 수도 카이로를 공격하고 나일강 어귀의 다미에타를 점령했다. 이에 아이유브 왕조의 술탄 알카밀은 화의(和議)를 제창하고 아울러 다미에타와 예루살렘의 교환을 제의했다. 그러나 십자군은 이를 거절하였을 뿐만 아니라 프랑크 시리아 군은 무모하게도 1221년 카이로 진격을 개시했지만 완패했다.